# Islas San Benito
Las islas San Benito se encuentran en el océano Pacífico frente a la costa oeste del estado mexicano de Baja California, a 25 km al oeste de la Isla de Cedros, específicamente en las coordenadas geográficas 28°18′12″N 115°35′24″O / 28.30333, -115.59000. Ellas son parte de la Delegación Isla de Cedros, una subdivisión del municipio de Ensenada, en el estado de Baja California.
El grupo se compone de tres islotes, con una superficie total de 3,899 km² (389 hectáreas), y están rodeadas por rocas y parches de algas. El censo de 2001 registró una población de dos personas en Benito del Oeste Las otras islas no están habitadas

## Islas
- Isla San Benito Oeste
- Isla San Benito Medio
- Isla San Benito Este